# 김종흡
김종흡(金鍾翕, 일본식 이름: 金本鍾翕가네모토 쇼큐, 1869년 10월 8일 ~ 1944년 7월 9일)은 일제강점기의 충남 지역 유지이며 조선총독부 중추원 참의를 지냈다.

## 생애
충청남도 부여군 출신이다. 어릴 때 한문을 공부하여 정규 학력은 없다.
1892년과 1895년에 초시와 생원시에 각각 합격하고 향리에 사립학교를 세워 교장을 지내는 등 지역 유지로 활동했다. 1912년 이래 부여 지역에서 학무위원, 금융조합 평의원, 지주회장, 면협의원, 도평의원, 농회 부의장, 수리조합장과 같은 직책을 맡았다.
1920년 이후 중추원의 문호가 지역 유지들에게 개방되면서 김종흡도 1929년에 중추원 참의에 임명되었다. 1935년에 총독부가 시정 25주년을 맞아 표창한 표창자 명단에 들어 있다. 이때의 기록에 따르면 "불혹(不惑, 40세)을 넘기자 지방의 교육, 실업, 경제 방면에 두각을 드러냈다"고 기록되어 있고, 특히 공공 사업에 솔선하여 내선융화와 지방산업 발전에 공이 큰 것으로 평가받았다.
2002년에 발표된 친일파 708인 명단과 2008년 민족문제연구소가 정리한 친일인명사전 수록예정자 명단 중 중추원 부문에 모두 선정되었으며 2009년 친일반민족행위진상규명위원회가 발표한 친일반민족행위 705인 명단에도 포함되었다.

## 같이 보기
- 조선총독부 중추원

## 참고자료
- 김종흡(金鍾翕) - 국사편찬위원회